# Claire Forlani
Claire Antonia Forlani (Twickenham (Londen), 17 december 1971) is een Engelse actrice van Italiaanse afkomst. Ze werd in 1999 genomineerd voor een Saturn Award voor haar bijrol in de film Meet Joe Black. Hoewel het grootste deel van haar cv bestaat uit filmrollen, was ze in 2006-07 ook tien afleveringen te zien in de televisieserie CSI: NY als Dr. Peyton Driscoll.
Forlani is de dochter van een Italiaanse vader en een Britse moeder. Desondanks bestaat het grootste deel van de personages die ze speelt uit vrouwen met een Amerikaans accent.
Forlani trouwde in juni 2007 met acteur Dougray Scott. Daarmee werd ze stiefmoeder van de tweeling Eden en Gabriel, die hij in 1998 kreeg met zijn eerste echtgenote, castingdirectrice Sarah Trevis.

## Filmografie
*Exclusief 10+ televisiefilms
| - Black Beauty (2020) - Five Feet Apart (2019) - An Affair to Die For (2019) - Head Full of Honey (2018) - Crystal Inferno] (2018) - Precious Cargo (2016) - Another Me (2013) - Love's Kitchen (2011) - Shannon's Rainbow (2009) - Not Forgotten (2009) - Beer for My Horses (2008) - Flashbacks of a Fool (2008) - Hallam Foe (2007) - In the Name of the King: A Dungeon Siege Tale (2007) - Ripley Under Ground (2005) - The Shadow Dancer (2005) - Hooligans (2005) - Bobby Jones: Stroke of Genius (2004) - The Medallion (2003) | - The Limit (2003) - The Pentagon Papers (2003, televisiefilm) - Northfork (2003) - Triggermen (2002) - Antitrust (2001) - Boys and Girls (2000) - Magicians (2000) - Mystery Men (1999) - Meet Joe Black (1998) - Into My Heart (1998) - Basil (1998) - The Last Time I Committed Suicide (1997) - Basquiat (1996) - The Rock (1996) - Garage Sale (1996) - Mallrats (1995) - Police Academy: Mission to Moscow (1994) - Gypsy Eyes (1992) |

- Biblioteca Nacional de España: XX1498208
- Bibliothèque nationale de France: cb140524308 (data)
- Gemeinsame Normdatei: 1019194138
- International Standard Name Identifier: 0000 0001 0859 0242
- Library of Congress Control Number: no99060852
- Nationale Bibliotheek van Tsjechië: xx0079245
- Nationale Bibliotheek van Israël: 987007449826705171
- Nationale Bibliotheek van Polen: a0000001651518
- Istituto Centrale per il Catalogo Unico: RAVV263013
- SNAC: w65d9n8c
- Système universitaire de documentation: 079564992
- Virtual International Authority File: 85822290
- WorldCat: E39PBJhd7m794b77MjGYTJTfv3